# Nannoscincus garrulus
Nannoscincus garrulus — вид сцинкоподібних ящірок родини сцинкових (Scincidae). Ендемік Нової Каледонії.

## Поширення і екологія
Nannoscincus garrulus відомі з кількох місцевостей, розташованих в горах Центрального хребта на півдні комуни Тіо. Вони живуть у вологих гірських тропічних лісах, на висоті понад 900 м над рівнем моря. Ведуть наземний, напівриючий спосіб життя, ховаються під камінням і поваленими деревами, шукають їжу серед опалого листя.

## Збереження
МСОП класифікує цей вид як такий, що перебуває під загрозою зникнення. Nannoscincus garrulus загрожує знищення природного середовища.